# Марк Порций Катон Старший
Марк По́рций Като́н (лат. Marcus Porcius Cato, для различия с правнуком называемый также «Ста́рший», «Це́нзор», или «Цензо́рий»; 234 год до н. э., Тускул, Римская республика — 149 год до н. э., Рим, Римская республика) — древнеримский политик и писатель, известный как новатор римской литературы и консервативный борец против пороков и роскоши.
Происходил из незнатной плебейской семьи, возвысился в годы Второй Пунической войны под покровительством патрицианского семейства Валериев Флакков. Завоевал известность публичными выступлениями, в которых обличал засилье аристократии и всеобщий упадок морали. В 195 году до н. э. достиг консульства, в 184 году до н. э. стал цензором. В последней должности исключил некоторых своих противников из сената и из сословия всадников, а также провёл радикальные реформы, ограничившие траты римлян на предметы роскоши и оздоровившие государственный бюджет. В дальнейшем продолжал отстаивать свои взгляды, выступая в сенате и на форуме, но стал больше времени уделять литературной деятельности. На склоне лет Катон побывал в Карфагене, вновь набиравшем силу, и после возвращения стал решительно убеждать окружающих в необходимости уничтожения этого города; широко известно постоянно повторяемое им высказывание «Карфаген должен быть разрушен!». Умер вскоре после начала Третьей Пунической войны.
Его трактат «Земледелие» (или «О сельском хозяйстве») — самое древнее сохранившееся прозаическое произведение на латинском языке и важный источник по истории сельского хозяйства, экономики и быта. Дошедшее до наших дней во фрагментах сочинение «Нача́ла» — первое историческое сочинение на латинском языке в прозе. Другие его сочинения сохранились лишь в небольших отрывках.

## Биография

### Происхождение, рождение, детство

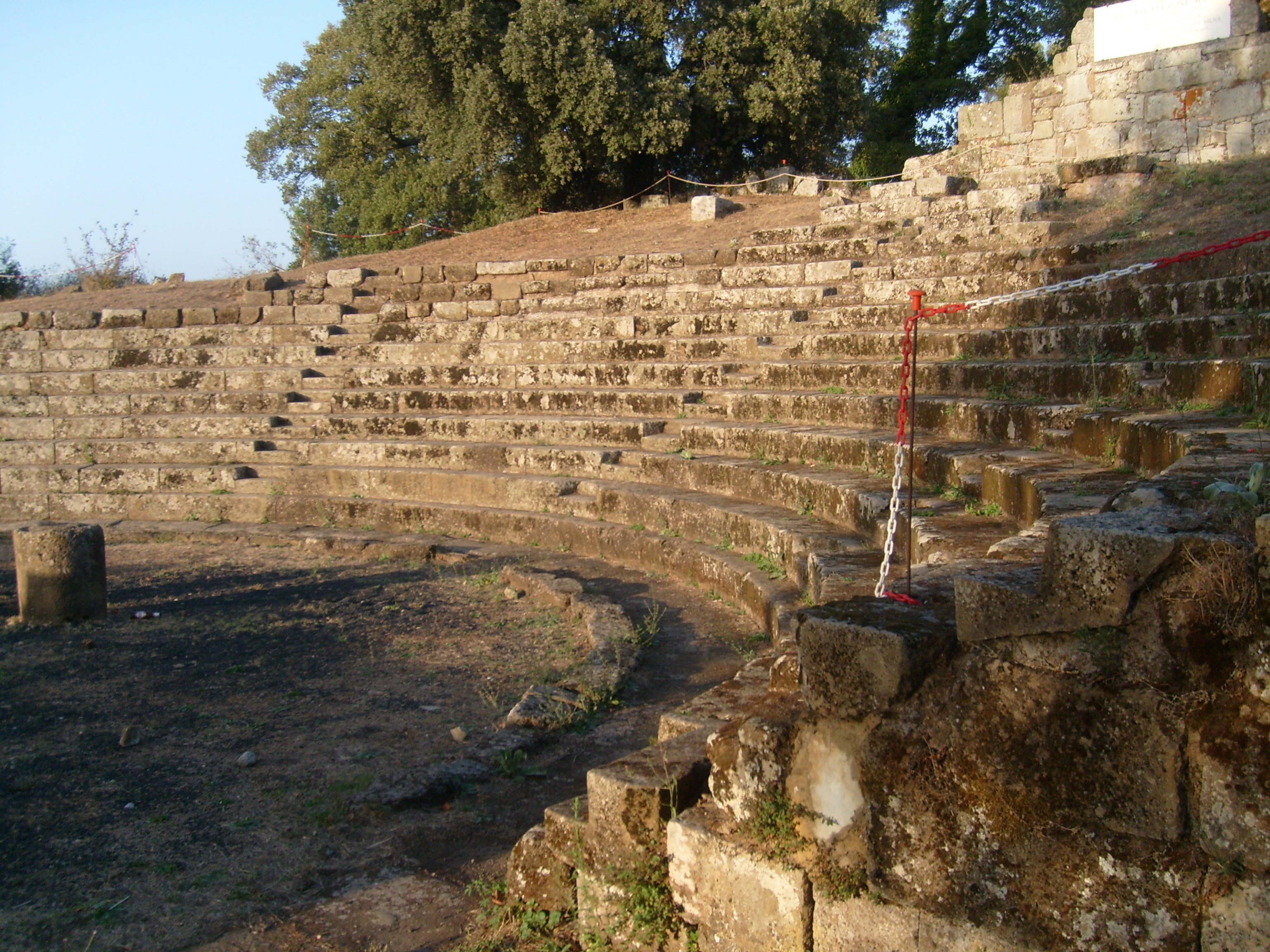
Развалины античного театра в Тускуле

Марк Порций Катон родился в 234 году до н. э. в Тускуле (в настоящее время возле древнего города находится коммуна Монте-Порцио-Катоне, или Гора Порция Катона). Из свидетельств Плутарха и Тита Ливия выводится другая дата — 239 год до н. э., однако некоторые свидетельства Плутарха противоречат сами себе, и современные исследователи рассматривают первую датировку в качестве почти безальтернативной.
Катон происходил из плебейского рода Порциев, родоначальник которого, по античной этимологии, занимался разведением свиней (лат. porcus — свинья). Относительно полного имени Катона у древних авторов есть разногласия. Когномен (третья часть имени) Cato, по сведениям Плутарха и Плиния Старшего, был дан ему при жизни за острый ум (эта этимология согласуется с римской традицией наделения людей когноменами по наиболее явным особенностям их характера и внешности). При этом наверняка вымышленной является версия, будто при рождении когноменом Катона было «Приск» (Priscus — «Древний»). Предки Катона неизвестны по имени, и потому точное время принятия когномена неизвестно. Цицерон упоминает ещё и прозвище (агномен — четвёртая часть имени) Sapiens («Мудрый»), якобы данное ему в старости. Известно и несколько других вариантов агноменов — «Цензор» (более правильная, но менее распространённая в литературе форма — «Цензорий», Censorius), «Старший» и «Оратор». М. Е. Грабарь-Пассек указывает, что четвёртая часть имени появилась позднее, когда в середине I века до н. э. его правнук и полный тёзка оказался одним из самых известных политиков своего времени, вследствие чего возникла потребность в различении двух Катонов. По другой версии, и номен Porcius, и когномен Cato — слова не из латинского, а из этрусского языка. По этническому происхождению род Порциев, по разным версиям, был либо коренным латинским, либо этрусским, либо сабинским.
Среди исследователей нет единства по вопросу о положении семейства Порциев к моменту рождения Марка, хотя все источники и современные авторы сходятся в том, что его семья не относилась к нобилитету — правящей элите Римской республики. Главный биограф Катона Плутарх ограничивается указаниями на древность рода и отсутствие прославленных предков. Он также упоминает о прадеде Марка, который служил в кавалерии, и в одной из войн под ним погибло пять лошадей (служба в кавалерии не была доступна беднякам).

### Вторая Пуническая война

Карта военных действий Второй Пунической войны.
↗ — действия римлян
↗ — действия Ганнибала
↗ — действия Гасдрубала

Детство Катон провёл в Сабинской области, занимаясь сельским хозяйством в отцовском поместье (М. Е. Грабарь-Пассек полагает, что поместье находилось в Самнии). В 218 году до н. э. с нескольких побед Ганнибала началась Вторая Пуническая война, и Марк попал в действующую армию. Временем начала службы Катона считается 217 или 216 год до н. э. В битве при Каннах он почти наверняка не участвовал. Необычно рано, в 214 году до н. э., Катон достиг должности военного трибуна, хотя традиционно для занятия этой магистратуры требовался 5-летний или даже 10-летний военный опыт. Примерно до 210 года до н. э. Катон служил в Сицилии под руководством Марка Клавдия Марцелла.
Около 209 года до н. э. Катон служил под началом Квинта Фабия Максима Кунктатора. Плутарх относит к этому периоду его знакомство с учением пифагорейцев в Южной Италии. В. А. Квашнин относит к 207 году до н. э. второй военный трибунат Катона, хотя ранее автор классического сборника «Магистраты римской республики» Т. Броутон не обнаружил свидетельств о его повторном пребывании в должности в этом году. В этом году Катон служил в армии Гая Клавдия Нерона и участвовал в битве при Метавре. В условиях военного времени талантливый Катон получил возможность быстро возвыситься.
Традиционно Марка воспринимают как нового человека (homo novus), пробившегося исключительно благодаря собственным талантам, а не семейным знакомствам. Впрочем, Валерий Максим свидетельствует, что его отец имел связи в Риме. Возможно, родители Катона находились в хороших отношениях с другими ветвями рода Порциев, представители которых несколько раз были магистратами и которые могли помочь талантливому родственнику. Плутарх и Корнелий Непот сообщают, что молодому Катону покровительствовал сосед, Луций Валерий Флакк из влиятельной патрицианской семьи. При этом истоки их союза в источниках отражены недостаточно ясно. Плутарх начинает изложение биографии Катона не с участия в Пунической войне, а с защиты интересов сабинских крестьян в суде; Корнелий Непот говорит о посещениях римского форума (по совету Флакка) перед рассказом о Пунической войне. Однако более вероятно сближение Марка и Луция (по-видимому, они были ровесниками) в годы Второй Пунической войны. После битвы при Каннах, в которой погиб весь цвет римского нобилитета, выжившие аристократы покровительствовали талантливой незнатной молодёжи. Последние должны были восполнить потери римской элиты, занимая прежде недоступные высокие должности. Некоторые исследователи полагают, что около 210 года до н. э. Катон на некоторое время вернулся в свою усадьбу, где, в том числе, был принят у Флакков. Эта гипотеза отчасти объясняет непоследовательность хронологии у Корнелия Непота и Плутарха.
В 204 году до н. э. (по другой версии, в 205 году до н. э.) Марк стал квестором у полководца Публия Корнелия Сципиона, который готовился к вторжению в Африку. В Сицилии во время подготовки к переправе Катон поссорился со своим командующим. По версии Плутарха, Марк обвинил Сципиона в недостаточно серьёзном отношении к подготовке десанта и в чрезмерных тратах: по его словам, полководец много времени проводил в театрах, а солдат баловал щедрыми денежными раздачами. С этими обвинениями Катон якобы даже прибыл в Рим, хотя последнее утверждение явно вымышленное. По другому мнению, Плутарх не совсем точно передал содержание ссоры, причины которой, к тому же, лежали в разногласиях на внешнюю политику Рима между одним из покровителей Катона Фабием Максимом (другом Валериев Флакков) и Сципионом. Достоверно неизвестно, переправился ли Катон в Африку и участвовал ли он в битве при Заме: в историографии встречается весь спектр мнений по этому вопросу. В последние годы Второй Пунической войны Катон находился в Сардинии и вернулся в Рим не позднее 202 года до н. э., привезя с собой поэта Энния. В этом же году Катон выступил с речью по вопросу о нарушениях в процедуре избрания плебейских эдилов, что стало одним из его первых засвидетельствованных публичных выступлений.

### Возвышение (190-е годы до н. э.)

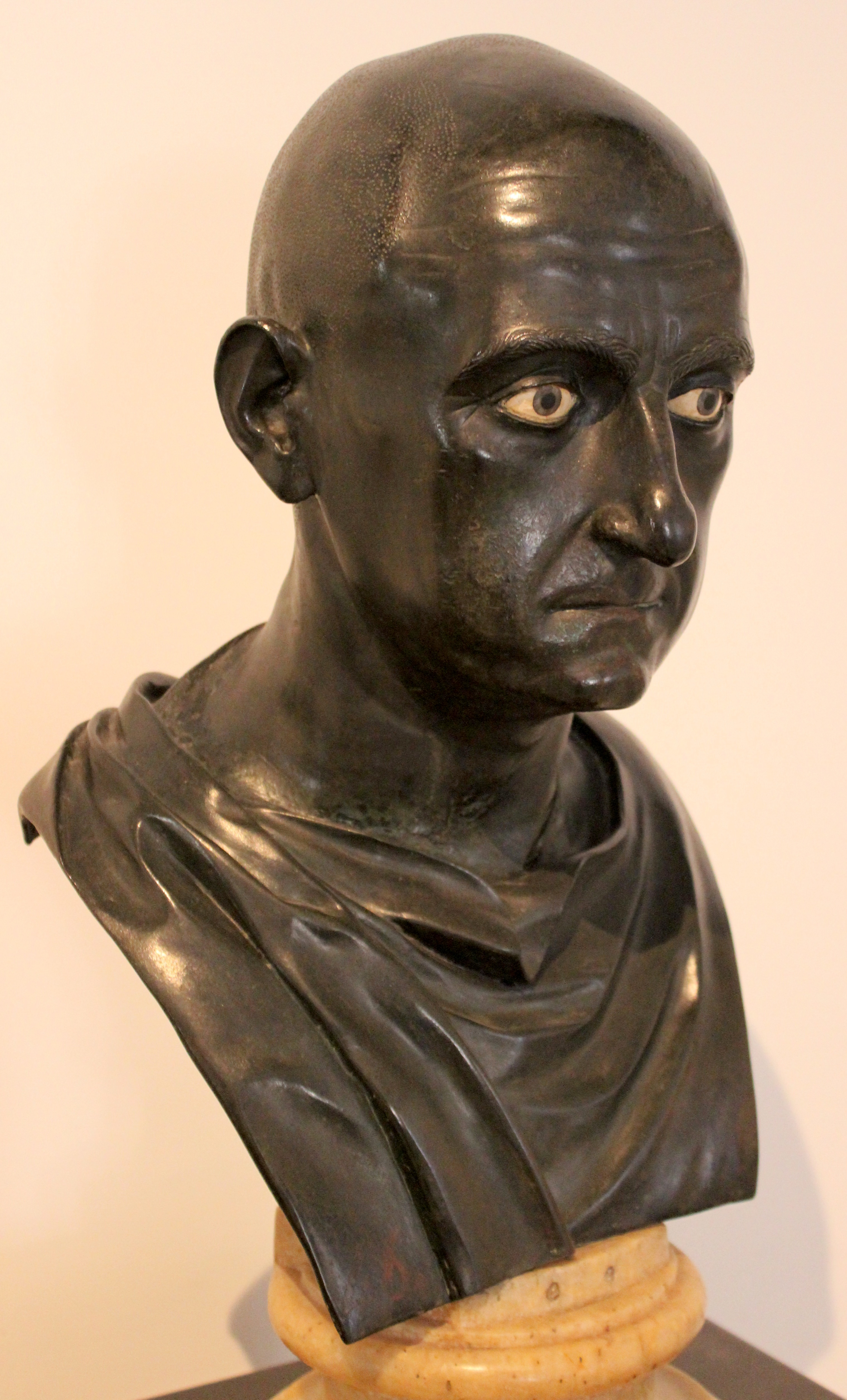
Сципион Африканский

В 199 году до н. э. Катон стал плебейским эдилом, а в следующем году — претором. Всю претуру Марк провёл в провинции Сардиния, занимаясь преимущественно административными вопросами. По сообщению Плутарха, он «ни разу не потребовал от сардинцев никаких затрат и обходил города пешком, не пользуясь даже повозкой, в сопровождении одного-единственного служителя, который нёс его платье и чашу для возлияния богам». Помимо освобождения провинции от содержания свиты наместника, Катон также изгнал с острова всех ростовщиков. Некоторые исследователи полагают, что именно после претуры, а не после квестуры, Катон привёз Энния в Рим.
Набиравшего известность публичными выступлениями и действиями в Сардинии Марка избрали консулом на 195 год до н. э., причём его коллегой стал покровитель и союзник Луций Валерий Флакк. Примерно в это же время в Риме разгорелась дискуссия вокруг закона Оппия (lex Oppia), проведённого в годы Второй Пунической войны в рамках политики строгой экономии. Этот указ ограничивал траты на роскошь для женщин: им запрещалось носить разноцветные одежды, владеть более чем половиной унции золота (14 грамм) и использовать повозки в столице не иначе, как в религиозных целях. Ливий сохранил речь Катона в поддержку сохранения закона Оппия (её аутентичность подвергается сомнению), но под нажимом знатных матрон и их мужей закон отменили.
Вскоре после вступления в должность Катон отправился в провинцию Ближняя Испания, где началось восстание иберов против римского владычества. Главный источник сведений об этой кампании — Тит Ливий — наверняка пользовался автобиографическими работами самого Катона и, в частности, речью De consulatu suo («О своём консульстве»). Помогали Катону в испанском походе его политические союзники: помощником стал Публий Манлий, а наместником Дальней Испании — претор Аппий Клавдий Нерон. В распоряжение Катона сенат передал 2 легиона, 800 всадников, 15 тысяч вспомогательных войск и 25 кораблей, и с учётом отрядов своих помощников он располагал крупными силами. После вторжения Катона в северо-восточную часть Пиренейского полуострова и битвы при Эмпории римляне предприняли несколько экспедиций для подчинения мятежных общин. Хотя сохранившиеся источники свидетельствуют скорее о победе Катона, некоторые исследователи (в частности, Т. А. Бобровникова) трактуют свидетельства Ливия как усугубление восстания иберов из-за жестокости Катона. Крайнее недовольство действиями Марка высказывал и Сципион. Именитый полководец стал консулом в 194 году до н. э. и требовал немедленного отзыва Катона из провинции, но сенаторы не поддержали его. Несмотря на возражения Сципиона, сенат всё же предоставил Катону право провести триумфальное шествие в Риме. По сообщению Плутарха, Катон якобы хвастался тем, что взял в Испании больше городов (около 400), чем провёл там дней. Значительную часть военной добычи Марк распределил между своими легионерами, хотя ранее он обвинял Сципиона в том, что его щедрые денежные раздачи солдатам развращают солдат. Его подарки — 270 ассов каждому легионеру — в то время считались очень крупными, и превосходили их только раздачи Сципиона своим солдатам при окончании Второй Пунической войны. Сам Катон, по собственному уверению, не взял ничего из добычи, хотя часть денег он наверняка отложил для строительства святилища Девы Виктории (Victoria Virgo) в Риме. Незадолго до возвращения в Италию Катон восстановил работу железных и серебряных шахт или организовал новые, благодаря чему доходы казны с провинции выросли.
После возвращения в столицу в 194 году до н. э. Катон, возможно, был легатом у Тита Семпрония Лонга в Цизальпийской Галлии, где сражался против бойев и лигуров. Другое свидетельство о деятельности Марка в 194—193 годах до н. э. — о войне во Фракии — не очень правдоподобно. В 191 году до н. э. Катон участвовал в Сирийской войне против Антиоха III в качестве военного трибуна (по другой версии, основанной на сведениях Ливия, он был легатом) в армии консула Мания Ацилия Глабриона. Исполняя поручения полководца, Катон посетил несколько греческих городов. В битве при Фермопилах Катон исполнил манёвр, предопределивший победу римлян над сирийскими войсками и их союзниками этолийцами. Ночью он повёл отборные войска на стратегически важные высоты, занятые этолийцами, и выбил их с холмов. После битвы Катон отправился в Рим, чтобы сообщить о победе.
После возвращения в Рим Катон часто выступал с речами в сенате, на форуме и в судах, осуждая по разным поводам политиков-нобилей. В римской истории было немало «новых людей», которые первыми в роду возвысились до консульства, но традиционно они старались слиться с нобилями, пользуясь покровительством одного из знатных семейств. Катон, сотрудничавший с Валериями Флакками, пошёл в наступление на аристократию, причём его мишенями становились преимущественно противники его покровителей (прежде всего Корнелии Сципионы и их союзники). Цицерон считает выбор могущественных врагов намеренным: по его мнению, Катон целенаправленно начал враждовать с влиятельными нобилями ради завоевания славы для своего рода. Другой мишенью Катона стали новые пороки, проникавшие в среду римской аристократии (см. раздел «Теория упадка нравов»).

### Цензура и реформы (180-е годы до н. э.)
Через год после возвращения из Греции Катон принял участие в выборах цензоров на 189 год до н. э. Из шести кандидатов наибольшей популярностью пользовался Глабрион, недавно отпраздновавший триумф и раздавший римлянам множество подарков. Катон обвинил своего прежнего командующего в растрате добычи, нажитой на войне с Антиохом. Двое трибунов привлекли Глабриона к суду, а Катон стал свидетелем и указал на то, что некоторые золотые и серебряные сосуды, которые он видел в Греции, к моменту триумфального шествия исчезли. В ответ Глабрион привлёк к суду Марка за лжесвидетельство. Когда недавний триумфатор снял свою кандидатуру под нажимом Катона, обвинения против него были сняты. Впрочем, своими действиями против своего недавнего командира Марк мог оттолкнуть от себя избирателей, и цензорами были избраны другие люди. Благодаря решительной борьбе Катона с самыми влиятельными нобилями ряды его сторонников в сенате расширились. Среди них почти не было бывших консулов и представителей самых влиятельных семейств, а большинство составляли сенаторы, достигшие лишь должности претора или младших магистратур. Кроме того, Марка по-прежнему поддерживали Валерии Флакки и их союзники.
В 189 году до н. э. Катон вернулся в Грецию, куда его отправили в должности легата для участия в переговорах с этолийцами. В 186 году до н. э. Катон участвовал в преследовании приверженцев оргиастического культа Вакха, которых обвиняли в тайных ночных сборищах, поощрении разврата и массового пьянства, вследствие чего наблюдался всплеск преступности. Известны фрагменты из речи Катона «О заговоре» (De coniuratione), осуждавшей вакханалии.
Вскоре состоялись выборы цензоров на 184 год до н. э. — в отличие от других магистратур, цензоров выбирали не ежегодно, а обычно один раз в пять лет. Другие кандидаты по-своему готовились к голосованию: Луций Корнелий Сципион, брат Сципиона Африканского, именно сейчас исполнил давний обет об организации игр для народа; похожее мероприятие организовал Марк Фульвий Нобилиор. Всего на два цензорских места претендовали девять человек — пять патрициев и четыре плебея, включая Катона. К этому времени Марк считался весьма радикальным политиком, и его оппоненты в предвыборных речах обещали умеренную цензуру. Катон не стал отрицать свой радикализм, а напротив, убеждал народ в необходимости немедленного очищения нравов. Плутарх так описывает его выступление:
«Катон, не обнаруживая ни малейшей уступчивости, но открыто, с ораторской трибуны обличая погрязших в пороке, кричал, что городу потребно великое очищение, и настоятельно убеждал римлян, если они в здравом уме, выбрать врача не самого осторожного, но самого решительного, то есть его самого, а из патрициев — Валерия Флакка. Лишь при его помощи он надеялся не на шутку расправиться с изнеженностью и роскошью, отсекая этим гидрам головы и прижигая раны огнём».
Перед выборами Катон через подставное лицо — трибуна Квинта Невия — обвинил крупнейшего полководца Сципиона Африканского в государственной измене. По версии обвинения, Сципион закончил войну с Антиохом на крайне мягких условиях из-за взятки, переданной полководцу царём, и вследствие освобождения его сына из плена без выкупа. Через атаку на полководца Катон надеялся отвлечь симпатии избирателей от его брата Луция, участвовавшего в выборах.
В конце концов, Катон добился избрания вместе с Луцием Валерием Флакком и немедленно приступил к осуществлению своей программы реформ, направленных на «оздоровление государства». Впрочем, свою цензуру Марк начал сведением старых счётов. Так, Катон исключил семерых сенаторов из списка членов этого органа, в их числе — Луция Квинкция Фламинина, брата известного полководца, и Манилия (или Манлия; по-видимому, сторонника Сципиона Африканского). Поводом для изгнания первого сенатора, по двум незначительно различающимся версиям, стала казнь галла в угоду своей любовнице или любовнику. Основанием для исключения Манилия и вовсе стало нарушение древнего обычая: он якобы поцеловал свою жену в присутствии своей дочери. Кроме того, принцепсом (сенатором, которому первому предоставлялось право высказывать своё мнение по рассматриваемым вопросам) вместо Тита Квинкция Фламинина Катон сделал своего коллегу и союзника Валерия Флакка. Затем цензоры провели смотр сословия всадников и исключили многих из них, включая Луция, брата Сципиона Африканского. Впрочем, существует предположение, что чистка всадников не носила политического характера, а преследовала исключительно военные цели. По мнению Д. Кинаста, Катон во время испанского похода 195 года до н. э. столкнулся с относительной слабостью римской кавалерии. Эта кампания, по мнению немецкого исследователя, выявила потребность в зачистке сословия всадников от римлян, которые по разным причинам не могли составить эффективную кавалерию. Многие из потерпевших от Катона принадлежали к нобилитету по рождению, и бесцеремонность цензуры стала, как замечает Н. Н. Трухина, «вопиющим нарушением неписаных привилегий знати». Вскоре цензоры проводили и перепись населения и имущества (ценз), которая также отличилась суровостью. В частности, Катон понижал в имущественном классе многих римлян, чьи имения не обрабатывались должным образом.
Наконец, цензор инициировал принятие новых законов, призванных ограничить траты на предметы роскоши и на домашних рабов с помощью резкого увеличения налогов, взимаемых во время каждого ценза. В результате, с одежды, повозок, женских украшений и домашней утвари, которые оценивались в 1500 денариев (в начале II века до н. э. эта сумма равнялась 15 000 ассов) и более, взимался такой же налог, как если бы они стоили в десять раз больше. Аналогичный метод взимания налогов применялся для всех рабов, купленных более чем за 1200 денариев, что ударяло прежде всего по владельцам домашней прислуги, но не по владельцам рабов в сельском хозяйстве и промышленности. Из свидетельств античных источников, редко освещавших экономические вопросы, принцип взимания налога неясен: либо налогом в десятикратном размере облагались те хозяйства, где всё имущество оценивалось более чем в 15 тысяч ассов (в этом случае под действие строгого налогообложения попадали не только богатые римляне, но и значительная часть «среднего класса»), либо налогами облагался каждый предмет в отдельности, и его платили только богачи за свои самые дорогие вещи. Кроме того, цензор, по свидетельству Плутарха, повысил обычный налог на имущество, однако Тит Ливий смешивает этот вид сборов и упомянутый налог на роскошь. В любом случае, принцип взимания налога на имущество также неясен.
Цензор приложил много усилий к уменьшению государственных расходов и повышению доходов. Во время цензуры он пересмотрел контракты для откупщиков налогов (публиканов) в сторону увеличения их взносов. Публиканы пожаловались на сокращавшего их прибыль Катона в сенате, но он всё равно заключил контракты на новых условиях, причём всех пожаловавшихся он не допустил к откупам. Государственные подряды на ремонт зданий Порций пересмотрел в сторону уменьшения выплачиваемых сумм, а все незаконно построенные здания на общественных землях (ager publicus) и нелегальные врезки в государственные водопроводы и акведуки приказал разрушить. Цензор вёл и активную строительную деятельность. В частности, на деньги, вырученные от перезаключения откупных контрактов, он заложил базилику на римском форуме (известна как базилика Порция), отремонтировал городскую канализацию и облицовал фонтаны камнем.
В 181 году до н. э. Катон поддержал принятие закона Бебия—Корнелия против нарушений во время выборов (lex Baebia—Cornelia de ambitu), который строго регламентировал раздачу подарков и организацию праздничных игр кандидатами в предвыборный период.

### Деятельность после цензуры

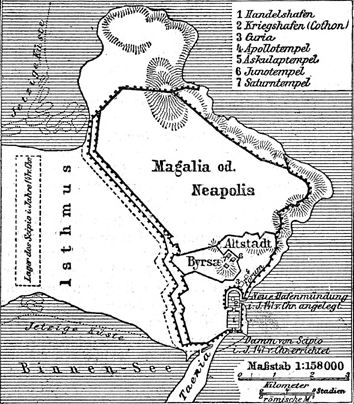
План Карфагена незадолго до разрушения

Хотя цензура закрепила известность Катона, из-за борьбы с нобилями он нажил немало врагов. По свидетельству Плиния Старшего, его 44 раза привлекали к суду, но ни разу не смогли осудить.
В зрелом возрасте Катон занялся расширением земельных владений, унаследованных от отца, путём покупки новых участков и организации там сельскохозяйственного производства. По мнению В. И. Кузищина, советы по выбору имения в начале трактата «О земледелии» основаны на личном опыте приобретения Катоном новых участков. По-видимому, владения Катона были не единой компактной латифундией, а рядом отдельных поместий и несколькими участками арендованной государственной земли (ager publicus). Площадь последних едва ли превышала традиционное ограничение в 500 югеров (125 гектаров). Кроме того, Плутарх сообщает о том, что к старости Катон стал заниматься ростовщичеством вопреки запрету на этот вид деятельности для сенаторов (см. раздел «Личность. Взгляды»).
В 171 году до н. э. Катон вошёл в состав специальной комиссии по расследованию нарушений наместников в Испании — Марка Тициния, Публия Фурия Фила, Гая Матиена. Последние двое по итогам расследования и суда были осуждены за должностные преступления, а Марк Тициний — оправдан, причём Катон выступал в суде с речами как обвинитель. Хотя его суровые законы против роскоши были фактически отменены ещё при жизни Катона, он продолжал клеймить пороки современников. По-прежнему настороженно Катон относился к распространению в Риме греческой культуры (см. разделы «Теория упадка нравов» и «Катон и греческая культура»). Когда в 155 году до н. э. в Рим из Афин прибыло посольство во главе с философом Карнеадом, Катон требовал скорейшей отправки их на родину: якобы послы развращали римскую молодёжь греческой философией.
В конце 150-х годов (по разным версиям, в 153 либо в 152 году до н. э.) Катон отправился в Карфаген в составе посольства для арбитражного разрешения спора между Карфагеном и Нумидией о спорной территории. Включение в состав посольства столь заслуженного сенатора свидетельствовало о важности миссии. Приграничный спор не был улажен (карфагеняне отказались принять посредничество римлян), но послы воочию убедились, что новая, независимая внешняя политика Карфагена, имела серьёзный фундамент в виде восстановленной экономической мощи вражеской столицы. После возвращения в Рим Катон принялся активно лоббировать скорейшее начало войны с Карфагеном до полного разрушения этого города. Самым известным эпизодом этой кампании стала знаменитая фраза «Ceterum censeo Carthaginem esse delendam» («Кроме того, я полагаю, что Карфаген должен быть разрушен»), которую он повторял, высказываясь в сенате по любому вопросу. Главным оппонентом Марка по этому вопросу в сенате стал Сципион Назика Коркул, родственник и зять Сципиона Африканского.
В 150 году до н. э. Катон упоминается как авгур, но он наверняка вступил в эту жреческую коллегию раньше. Умер Катон в 149 году до н. э., вскоре после начала Третьей Пунической войны.

## Литературная деятельность

### Обзор творчества
Вернувшись с фронтов Второй Пунической войны и занявшись политической деятельностью, Катон начал сочинять речи для публичных выступлений и одним из первых в Риме стал их публиковать. Цицерон знал о 150 речах Катона, но до наших дней сохранились небольшие фрагменты примерно 80 из них. В античную эпоху знали также и письма Марка.
После рождения первого сына Марк лично обучал его грамоте и для педагогических нужд составил историческое сочинение, написав его «крупными буквами». Впоследствии Катон познакомился со многими греческими сочинениями на разные темы и под их влиянием создал несколько серьёзных произведений. Всего их известно около восьми:
- «Земледелие» (в оригинале — «О сельском хозяйстве», или De agri cultura; реже De re rustica) — сборник советов по управлению сельскохозяйственным имением. Труд сохранился до наших дней, и это самое раннее из известных в настоящее время прозаических произведений на латинском языке;
- «Нача́ла» (Origines) — история Рима и Италии, первое прозаическое сочинение этого жанра на латинском языке. Сохранились фрагменты;
- Сочинение энциклопедического характера для сына. Точное название неизвестно, условно обозначается как «К сыну» (Ad filium) или «К сыну Марку» (Ad Marcum filium);
- «Поэма о нравах» (Carmen de moribus) — по-видимому, прозаический труд;
- Лечебник;
- «О военном деле» (De re militari);
- Сочинение по праву (его существование подвергается сомнению);
- Сборник изречений.

### «Земледелие» («О сельском хозяйстве»)
«О сельском хозяйстве» (De agri cultura; в переводах на русский язык обычно «Земледелие») — список из 162 советов и рекомендаций по управлению хозяйственной жизнью сельского имения. Сочинение, сохранившееся целиком, крайне неоднородно по структуре. После тщательно отделанного введения и 60 первых советов следуют 102 почти не связанные друг с другом рекомендации на совершенно разные темы — от рецептов пирогов до народных рекомендаций по вправлению вывихов. Существует три основных версии, объясняющие хаотичный порядок второй половины работы: либо до наших дней дошёл испорченный поздними вставками и редакциями текст, либо дошедшее сочинение — не оригинальный трактат, а отдельный сборник замечаний Катона, либо сочинение — «записная книжка» Марка, которая первоначально вообще не предназначалась для публикации.

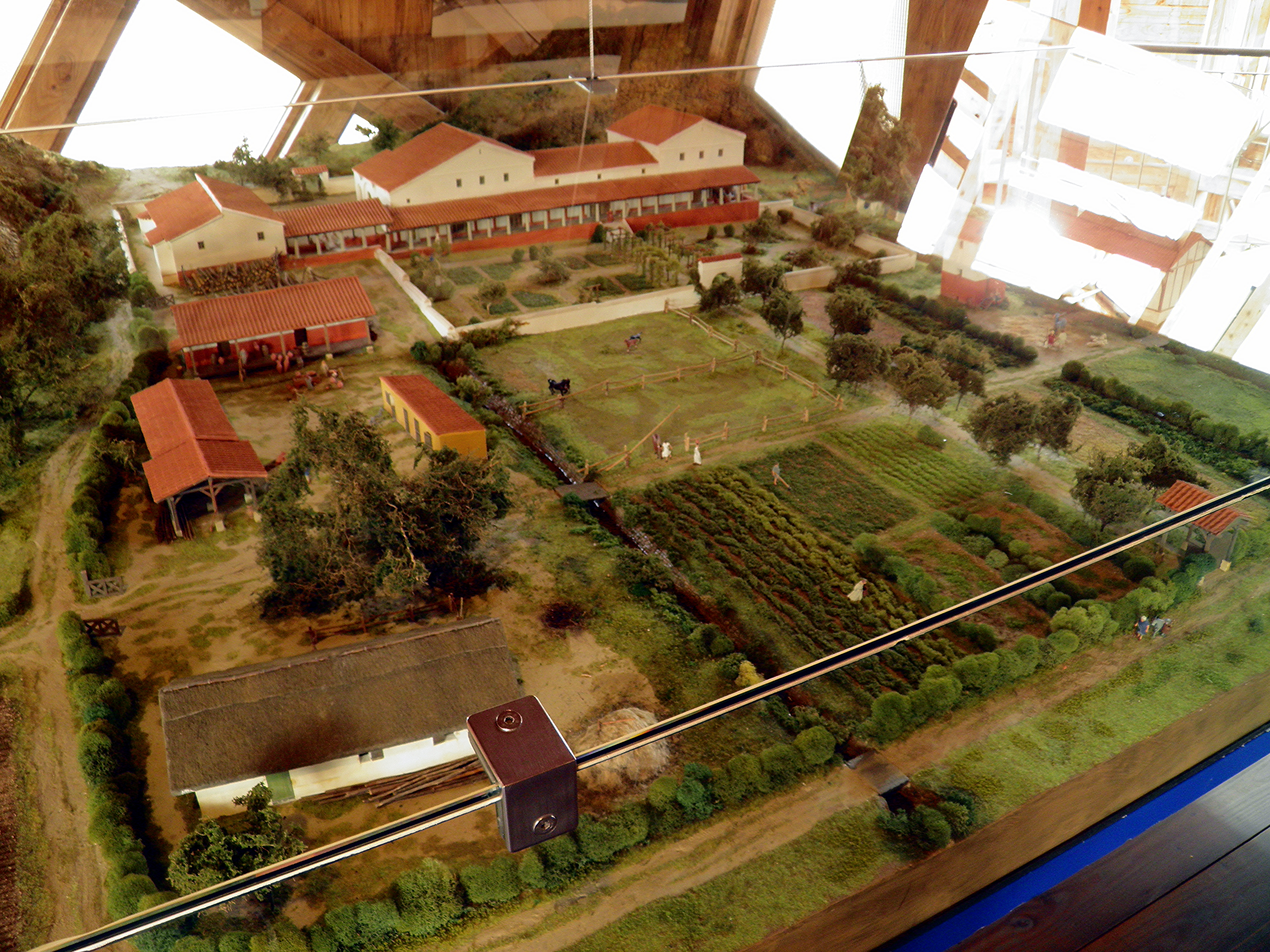
Модель сельской виллы II—III веков н. э. и хозяйства при ней. Арвайлер, Германия

По мнению М. Альбрехта, первая часть сочинения явно заимствует форму греческого учебника. Хотя Катон во введении говорит прежде всего о моральных преимуществах труда фермера, многие практические рекомендации нацелены на увеличение доходов и минимизацию расходов. Катон нередко повторяет советы разными словами дважды, а одну из рекомендаций — четырежды. При этом большинство из повторяемых советов относятся к разряду важных. Целевой аудиторией римского автора являются не городские жители, изредка посещающие свои имения, а сельские хозяева. Именно поэтому, по мнению М. Е. Сергеенко, в сочинении не излагаются базовые принципы сельского хозяйства: фермеры, в отличие от горожан, не нуждаются в пояснениях о технике пахоты или методе сушки фиг (инжира). Именно фермеров интересовали отдельные советы Марка по повышению доходности своих имений по сравнению с традиционными методами хозяйствования. Цензор составил и известную «шкалу доходности» разных видов сельского хозяйства, из которой часто делались далеко идущие выводы о низкой рентабельности производства зерна. Впрочем, некоторые исследователи считают эту шкалу понятой не совсем верно и выдвигают на первое место в списке самых прибыльных занятий маслиноводство. Порядок перечисления же Катона М. Е. Сергеенко считает обусловленным случайностью. По мнению же В. М. Смирина, в списке Катона перечислены вовсе не прибыльные отрасли хозяйства в порядке их доходности, а лишь те, которые позволяют перевести хозяйство на самоокупаемость.

### «Начала»
В сочинении «Нача́ла» (Origines) в семи книгах Катон изложил историю Рима от основания города до середины II века до н. э. Этот труд был написан Катоном уже в зрелом возрасте. По одной из версий, сочинение заканчивалось описанием событий 156 года до н. э., а по другой версии, изложение было доведено до 149 года до н. э. Соответственно, нет единого мнения о времени его составления и публикации.
Катон стал новатором в римской историографии. Он стал первым из известных авторов, решившим излагать события на латинском языке и прозой: его предшественники (как, впрочем, и современники) писали либо по-гречески, либо в стихотворной форме. В прозе на латинском языке римские понтифики составляли «Великие анналы» (официальную летопись Римской республики), но Катон порвал с традициями сухого и формального жреческого летописания. Значительная часть сочинения представляла не летопись, а систематическое исследование. Во-вторых, «Начала» находятся под сильным жанровым влиянием высокоразвитой греческой историографии. В частности, Катон позаимствовал описание истории городов и регионов, достопримечательностей ландшафта, этимологии этнонимов и топонимов.
В «Началах» Катон перенёс свои политические взгляды на историю. В результате, в работе порицались изнеженные нравы современников, а от неизбежного засилья имён аристократов (среди них — немало противников Марка и их предков) на страницах своей истории Катон избавился радикально: он не называл имён должностных лиц и полководцев. В то же время, большое внимание уделялось союзникам Рима в Италии. Эти особенности позволяют современным исследователям говорить о понимании Катоном народа в качестве творца истории.
«Начала» дошли до наших дней лишь в небольших отрывках, но и они сохранились в виде пересказа.

### Стиль
Все свои сочинения Катон писал по-латински, хотя языком культуры и науки в Средиземноморье (и даже в южной Италии) был греческий. Впрочем, после Второй Пунической войны Римская республика больше не нуждалась в сочинениях, убеждавших иностранцев в древности латинского племени и в богатой истории Рима на их языке. Вместо этого появился спрос на сочинения для внутреннего использования, которые, в частности, должны были выразить новое самосознание региональной империи.
Стиль сочинений Катона заметно отличается от латыни золотого века и более поздних сочинений. Марк пользовался разной лексикой и стилем в зависимости от жанра (публичное выступление, история, советы по сельскому хозяйству). Речи Катона характеризовались лёгкостью, изяществом, использованием различных выразительных средств, пестрили меткими высказываниями. В то же время, у молодой римской риторики ещё не было большого выбора ораторских приёмов, и способы украшения речи Катона весьма однообразны. Тем не менее, в античную эпоху, когда тексты его выступлений были известны целиком, Цензора считали предшественником Марка Туллия Цицерона в ораторском искусстве.
Стиль «Origines», судя по сохранившимся фрагментам, весьма отрывистый, и его сравнивают с греческими логографами — предшественниками «отца истории» Геродота. Впрочем, в исторической прозе Цензора встречаются отдельные поэтические элементы. Сочинение характеризуется обилием устаревших слов (архаизмов), которые чаще используются с торжественными целями. Катон порой использует архаическую практику удвоения гласных, применяет несколько синонимов подряд, вводит в повествование формулы из религиозного и юридического обихода. Отдельные высказывания носят «простонародный» характер, не единичными были игры слов и афористические высказывания.
Язык «De agri cultura» наименее однороден. Введение к сочинению тщательно отделано, а отдельные советы написаны сухим и ясным языком. Предложения обычно краткие, а глаголы, как правило, используются в повелительном наклонении будущего времени, как в римских законах: «положи себе за правило следующее…» (sic in animo habeto), «жертву, чтобы волы были здоровы, приноси так…» (votum pro bubus, uti valeant, sic facito). Катон нередко применяет греческую специальную терминологию в садоводстве или кулинарии. Предложения обычно краткие. «Вот обязанности вилика. Завести хороший порядок. Соблюдать праздники. Чужого в руки не брать, своё охранять тщательно» (Haec erunt vilici officia. Disciplina bona utatur. Feriae serventur. Alieno manum abstineat, sua servet diligenter). Впрочем, есть и последовательности из нескольких непривычно длинных для слуха фраз (в античную эпоху книги предназначались прежде всего для прочтения вслух), за которыми следует одно или несколько кратких предложений. С помощью этого чередования Цензор старается впечатлить читателей и слушателей и в других своих произведениях.

## Семья
Катон был женат дважды. Первой его женой в 194—193 годах до н. э. стала Лициния из знатного рода, которая родила сына Марка Порция Катона, прозванного впоследствии «Лицинианом». Плутарх упоминает, что Марк сам воспитывал первого сына, отказавшись от услуг раба-учителя. Старший сын, зарекомендовавший себя как талантливый юрист, умер около 152 года до н. э., избравшись на должность претора, но не успев вступить в должность.
Около 155 года до н. э. Лициния умерла, и вскоре пожилой Катон женился на 15-летней Салонии, дочери своего клиента, работавшего у него писцом. Вскоре, несмотря на разницу в возрасте, у них родился ребёнок. Плиний Старший упоминает 80-летнего Катона в качестве одного из примеров самых пожилых мужчин, у которых родились дети. Второго сына, как и первого, также назвали Марком, но для различения со сводным братом и отцом он получил прозвище «Салониан». Внуком Салониана был Марк Порций Катон («Младший» или «Утический»), один из самых известных римских политиков середины I века до н. э.

## Личность. Взгляды
И мёртвого Катона

власами рыжего и серого глазами,

который всех колол обидными словами,

Не хочет в ад принять царица Персефона.
Плутарх записал греческий перевод латинской эпиграммы, из которой следует, что у Катона были рыжие или рыжеватые волосы, а глаза — серые либо голубые (греческое слово γλαυκόμματος описывает все светлые оттенки цвета радужной оболочки).
Катон не только отстаивал традиции древних (mos maiorum) в сенате и в публичных выступлениях на форуме, но и старался придерживаться их в личной жизни. Впрочем, его моральный облик не был безупречен. Так, он весьма вольно трактовал патриархальные нравы относительно брака: по словам Катона, изменившую жену можно убить без суда, но муж имеет полное право изменять жене, поскольку это не запрещено. Современники также порицали его из-за второго брака (см. раздел «Семья»), когда 80-летний Катон женился на 15-летней Салонии, дочери своего клиента. Наконец, Катон был известен своей скупостью: хотя со временем Марк разбогател, он тем не менее сам торговался на рынке, его дом не был оштукатурен, а среди утвари не было ни единой вазы. В старости Катон нередко пускался на запретное для сенаторов ростовщичество, искусно обходя формальные запреты и ограничения. Кроме того, Катон не гнушался давать сомнительные показания в суде против своих политических противников.
Достаточно двойственным было отношение Цензора к римской религии. В «Земледелии» он давал советы по произнесению молитв богам и в целом следовал традиционным земледельческим культам. Однако он также требовал от управляющего имением не советоваться с различными гадателями (при этом сам Цензор был членом жреческой коллегии авгуров — гадателей по поведению животных и по небесным явлениям).
Продажа Марком пожилых и больных рабов как ненужных и бесполезных не находила понимания у античных авторов. «Нельзя обращаться с живыми существами так же, как с сандалиями или горшками, которые выбрасывают, когда они от долгой службы прохудятся и придут в негодность», заметил по этому случаю Плутарх. В «De agri cultura» Катон даёт множество советов по эксплуатации рабов, которые характеризуются как жестокие и искусные. Марк старался раздувать и поддерживать распри между своими рабами, чтобы они не объединялись против своего хозяина. Он также удерживал всех слуг в своём доме, не разрешая им выходить без дела, а также требовал от них либо работать, либо спать. В то же время, известно, что Лициния кормила грудью не только сына Цензора, но и детей рабов.

### Катон и греческая культура
Существует множество мнений, зачастую противоположных, об отношении Катона к грекам и их культуре. В историографии оценки варьируются от ненависти и презрения Катона к эллинам до интерпретации катоновой критики как неизбежного продукта близкого знакомства двух цивилизаций: по мнению А. Эстина, Катон избирательно рассматривал греческое культурное наследие, адаптируя одни достижения эллинской культуры к римским нуждам и отрицая ценность других.
Несмотря на неприятие ряда достижений греческой культуры, Катон не испытывал вражды к самим грекам. Кроме того, он иногда отстаивал интересы эллинских городов, если это было выгодно Риму: например, в 167 году до н. э. он произнёс в сенате речь в поддержку Родоса. Уже в зрелом возрасте он выучил греческий язык (по-видимому, его учителем был Энний), хотя при общении с посольствами эллинских городов предпочитал говорить через переводчика. Цензор читал греческую литературу, и она оказала серьёзное влияние на его поздние произведения: в «Началах» помимо заимствования жанров эллинистической историографии (см. раздел «Начала») выводил этимологию римских и италийских этнонимов и топонимов через греческий язык.
С неприязнью Катон относился к достижениям греческой медицины: по его мнению, врачи-греки давали клятву вредить всем не-грекам и даже убивать их вместо лечения. В трактате «О земледелии» Катон записал несколько рецептов из римской народной медицины. Это были лекарства для людей и животных, магические заговоры и рекомендации по исполнению жертвоприношений для скорейшего выздоровления. Известно и об организации Катоном своеобразной домашней «больницы» для людей и скота, где его рекомендации претворялись в жизнь. При этом грек Плутарх язвительно замечает, что первая жена и старший сын Катона, на которых он применял свои рецепты, умерли раньше него.

### Теория упадка нравов
Воры, укравшие у частных людей, проводят жизнь в цепях и кандалах, а воры, обворовавшие государство — в золоте и пурпуре.Катон
С самого начала своей политической карьеры Катон в своих выступлениях затрагивал тему распространения «гнусных новшеств» (nova flagitia), из-за которых в опасности оказались обычаи предков (mos maiorum — обычай предков; иногда mores maiorum, во множественном числе). В иерархии этих недостатков Катон на первом месте ставил страсть к роскоши, за ней следовали корыстолюбие, тщеславие, бесстыдство, распутство, грубость, высокомерие и жестокость. В основе всех пороков, по Катону, находились индивидуализм и стремление отстаивать личные интересы, а в основе же обычаев предков лежало «благо государства». Катон связывал распространение этих пороков с чужеземным влиянием, и его главной целью во время цензуры 184 года до н. э. стало подавление. Хотя теория упадка нравов возникла задолго до Катона, именно он считается первым, кто последовательно использовал её в политике.
Целью нападок Катона чаще всего становились нобили, особенно сторонники и родственники Сципиона Африканского, среди которых было много эллинофилов. Марк усматривал в их стиле командования войсками злоупотребление полномочиями и недостаточное внимание к дисциплине солдат.

## Память о Катоне

### Античная эпоха
Суровые законы Катона против роскоши были фактически отменены ещё при его жизни, но в I веке до н. э. теория «упадка нравов» вновь стала актуальной (среди главных адептов этой идеи — историк Гай Саллюстий Крисп). К принятию законов против роскоши, невзирая на их неэффективность, впоследствии возвращались многие политики, в том числе Луций Корнелий Сулла, Гней Помпей Великий, Гай Юлий Цезарь, Октавиан Август.
Для потомков Катон был известен прежде всего как яркая личность, борец против роскоши и пороков, воплощение староримских добродетелей, а его сочинениям была уготована более сложная судьба (об их влиянии см. ниже раздел «Влияние на римскую литературу»). Кроме того, Катона часто связывали с окончательным разрушением Карфагена. В эпоху гражданских войн в I веке до н. э. римляне начали воспринимать время после Второй Пунической войны как «золотой век» Римской республики, а Катона — как образцового политика. Для Цицерона имя Катона было синонимом старых, почти забытых нравов предков (mos maiorum): он упоминал его в своих речах едва ли не каждый раз при упоминании о светлом прошлом. Он посвятил ему диалог «Катон, или о старости» (De senectute), но его образ в этом сочинении не совсем историчный: как полагает М. Е. Грабарь-Пассек, в изображении Цицерона Катон — «умудрённый жизнью старец, <…> восхваляющий жизнь на лоне природы и прелести старости», что не соответствует другим сведениям других источников, рисующих чрезвычайно деятельного человека, считавшего старость «безобразной». Высоко ценил личность Катона историк Тит Ливий. В начале II века н. э. в моду вошла архаизированная латынь, благодаря чему внимание к личности Цензора и к его сочинениям резко возросло. Творчество и личность древнего автора почитали, в числе прочих, императоры Адриан и Марк Аврелий, а также наставник последнего, известный ритор Фронтон. Последний однажды предложил установить в каждом городе памятник Цензору.
В античную эпоху были созданы две биографии Катона — авторства Корнелия Непота и Плутарха. Сочинение Непота не сохранилось, вместо него дошла краткая биографическая справка в составе его же сборника. Сочинение Плутарха дошло до наших дней целиком. Другие важные источники о жизни Катона — сочинения самого Марка (прежде всего, фрагменты речей, сохранённые другими авторами), а также работы Полибия, Тита Ливия и Марка Туллия Цицерона.

### Влияние на римскую литературу
Речи Катона, записанные и опубликованные им самим, сохранялись в течение античной эпохи, но поклонник Цензора Цицерон жаловался, что их знают недостаточно. Влияние «Origines» в первые годы после публикации было невелико: римские авторы ориентировались не на весьма специфическую работу Цензора, а на «Анналы» Фабия Пиктора. Впрочем, быстро распространилось использование латинского языка для написания сочинений. В середине I века до н. э. «Начала» ценились невысоко, хотя это сочинение оказало заметное влияние на крупного историка Гая Саллюстия Криспа. Впрочем, это влияние обычно низводят лишь до интереса Саллюстия к архаичному стилю. В дальнейшем интерес к Цензору возрос, и его «Начала» знали Дионисий Галикарнасский, Овидий, Веррий Флакк, Веллей Патеркул, Плиний Старший, комментатор Вергилия Сервий, Макробий и Авл Геллий (благодаря последнему автору сохранилось немало фрагментов сочинения). Некоторые из них читали и речи Марка.
Трактат «De agri cultura», предлагавший лишь отдельные советы по повышению доходности и ориентировавшийся на хозяйство средних размеров, очень скоро перестал удовлетворять запросы римских фермеров, расширявших хозяйства и повышавших их прибыльность. Уже в 140-е годы до н. э. на латинский язык перевели фундаментальное сочинение карфагенянина Магона в 28 книгах, которое в дальнейшем стало настольной книгой римских агрономов. Тем не менее, знали и цитировали сочинение Катона учёные-энциклопедисты Марк Теренций Варрон и Плиний Старший, писавшие в том числе и о сельском хозяйстве.
Поскольку в I веке н. э. многие слова из сочинений Катона были уже не совсем ясны, Веррий Флакк собрал и разъяснил их значения в отдельной работе «О тёмных выражениях Катона» (De obscuris Catonis). Это сочинение не сохранилось, но его привлекал Фест для составления своего словаря. Кроме того, многие грамматики использовали его сочинения как источник архаичных слов и выражений. Во II веке н. э. известный антиквар Авл Геллий уже не замечал разницы между значениями слов properare (поспешать, с негативным оттенком) и festinare (торопиться, с позитивным оттенком), о которой говорил Катон.

### Катон в историографии
Начиная с XIX века о Катоне было написано несколько монографий и множество статей. Специального рассмотрения удостоилась и его литературная деятельность, издавались также критические тексты его сочинений, их переводы на современные языки и компиляции фрагментов речей (см. ниже раздел «Издания и переводы»).
В исторической науке нет единого мнения о политической ориентации Катона: его деятельность нередко оценивается как демократическая (Х. Скаллард и другие), хотя некоторые авторы (в частности, Д. Кинаст) вовсе отрицают существование единой линии во внутренней политике, сводя основные противоречия между сторонниками Сципиона и Катона к противостоянию эллинофильской и эллинофобской ориентаций в культуре и внешней политике. А. Эстин считает сильно преувеличенными свидетельства античных авторов о вражде Катона с римской аристократией; по мнению историка, цель Марка была противоположной — интегрироваться в ряды нобилей. Т. Моммзен считает Катона руководителем «партии реформ», которого поддерживало италийское крестьянство.
К середине XX века и в историографии, и в научно-популярной литературе сложилось неточное мнение о Катоне как о носителе ретроградных идей, последовательном греконенавистнике и империалисте. В 1944 году Энцо Марморале (итал. Enzo Marmorale) опубликовал работу «Катон Старший», переиздав её уже через пять лет. В том же 1949 году в Италии появилась и вторая монография о Катоне авторства Франческо делла Корте. Оба этих сочинения рецензенты сочли благожелательно настроенными к объекту исследования, а взгляды авторов на Цензора, по мнению рецензентов, отличались от не всегда соответствовавших действительности сложившихся воззрений. Хотя оба автора сходятся в том, что отношение Цензора к грекам было далеко от пренебрежительного, а также высоко оценивают ораторские способности Марка и его привязанность к земле, они не соглашаются в оценке «Начал». Марморале считает это сочинение тривиальным и полным анекдотичных историй, а Корте отмечает его заметный вклад в развитие римской историографии. Последний исследователь также считает, что «Начала» писались в два этапа. Около 170-х годов до н. э., по мнению итальянского учёного, Катон написал первые три книги сочинения под сильным влиянием Ксенофонта и Геродота, а ближе к концу жизни он, ориентируясь уже на Полибия, дополнил свой труд описанием более поздних событий. В рецензиях отмечается явно искусственный и обусловленный текущей политической обстановкой характер изображения Катона в работе Марморале как «антифашиста» и «борца за свободу», а Сципиона, соответственно, как империалиста и идейного предшественника Цезаря. По мнению рецензента Дж. Суона, обе работы страдают недостаточным раскрытием исторического контекста, в рамках которого жил и действовал Катон.
В 1954 году Дитмар Кинаст выпустил монографию «Катон Цензор: его личность и его время» (нем. Cato der Zensor: Seine Persönlichkeit und seine Zeit; в 1979 году переиздана). Немецкий автор уделил много внимания рассмотрению отношения Катона к греческой культуре, доказывая, что Катон был не против новых влияний как таковых, а лишь выступал против слепого подражания всему греческому. Он также рассматривает вопрос о возможном знакомстве с Полибием и его трудами, но воздерживается от далеко идущих выводов по этому поводу. Наконец, немецкий исследователь видит в Катоне специалиста по международным отношениям в Средиземноморском регионе (отсюда — много речей и активная позиция по внешнеполитическим вопросам). Это позволило автору предположить, что в свете хорошего знания международной обстановки настойчивое требование уничтожения Карфагена было следствием холодного расчёта. В целом, рецензенты высоко оценили сочинение Кинаста, подчёркивающее противоречивый характер жизни и деятельности Катона, хотя и отметили недостаточное раскрытие некоторых вопросов; впрочем, в 70-е годы уже отмечалась недостаточная глубина работы Кинаста.
В 1978 году Алан Эстин (другой вариант транскрипции фамилии — Астин; англ. Alan Astin) опубликовал биографию Катона Цензора. Автор много внимания — почти половину 371-страничной книги — уделил изучению ораторской карьеры Катона и его литературной деятельности. Британский учёный, в частности, считает преувеличенной вражду Катона со Сципионом и отрицает враждебное отношение Марка к греческой культуре. Автор также избегает излишнего применения просопографического подхода, популярного в середине XX века, для анализа политических событий. Рецензенты очень высоко оценили эту работу, хотя отмечались неоднократные повторения одних и тех же тезисов, не совсем логичная структура работы и чрезмерная осторожность выводов.
В русскоязычной литературе, за исключением очерка Зедергольма середины XIX века, нет обобщённой биографии Катона, однако ряд работ освещают значительную часть его жизни и деятельности. В монографии «Политика и политики „золотого века“ Римской республики (II в. до н. э.)» Н. Н. Трухиной содержится краткая биография Катона и рассмотрение вопроса о его политической ориентации. Рецензенты О. В. Сидорович и А. Л. Смышляев высоко оценили эту работу в целом и освещение биографии Катона в частности, но при этом указали на чрезмерную идеализацию Цензора. По их мнению, негативные штрихи к образу Катона в книге частично переданы в выгодном для него свете, а некоторые его недостатки вообще не упоминаются. В 2004 году В. А. Квашнин издал на основе своей кандидатской диссертации монографию «Государственная и правовая деятельность Марка Порция Катона Старшего», в которой детально рассмотрена политическая карьера Цензора, но не затрагивается его литературная деятельность. Кроме того, к рассмотрению личности Катона обращается Т. А. Бобровникова в научно-популярной биографии Сципиона Африканского.

## Издания и переводы
- Латинские тексты: «О земледелии» и фрагменты речей.
- Фрагменты речей Марка Порция Катона. / Пер. Н. Н. Трухиной. // Трухина Н. Н. Политика и политики «Золотого века» Римской республики (II в. до н. э.). Отв. ред. И. Л. Маяк. — М.: Издательство МГУ. 1986. 184 стр. — С. 172—182.

«Земледелие»:
- Марк Порций Катон. Земледелие. / Пер. и комм. М. Е. Сергеенко при участии С. И. Протасовой. (Серия «Литературные памятники»). Отв. ред. И. И. Толстой. М.-Л.: Изд-во АН СССР, 1950. 220 стр. 4000 экз.
  - переиздания: М.: Ладомир, 1998; СПб.: Наука, 2008.
- Трактат «О земледелии» издан в серии «Loeb classical library» под № 283.
- В серии «Collection Budé»: Caton. De l’agriculture. Texte établi, commenté et traduit par R. Goujard. 2e tirage 2002. LVI, 364 p.

«Начала»:
- Peter H. Historicorum Romanorum reliquiae. Vol. I. Leipzig, 1906. P. 55—97.
- В серии «Collection Budé»: Caton. Les Origines. Fragments. Texte établi, traduit et commenté par M. Chassignet. 2e tirage 2002. LXVII, 179 p. ISBN 978-2-251-01332-9.